# Rodney Kongolo
Rodney Nkele Kongolo, född 9 januari 1998, är en nederländsk fotbollsspelare som spelar för Cosenza.

## Karriär
Den 18 juli 2018 värvades Kongolo av SC Heerenveen, där han skrev på ett fyraårskontrakt. Den 31 januari 2022 värvades Kongolo av italienska Serie B-klubben Cosenza.